# Friedrich Julius Scherff

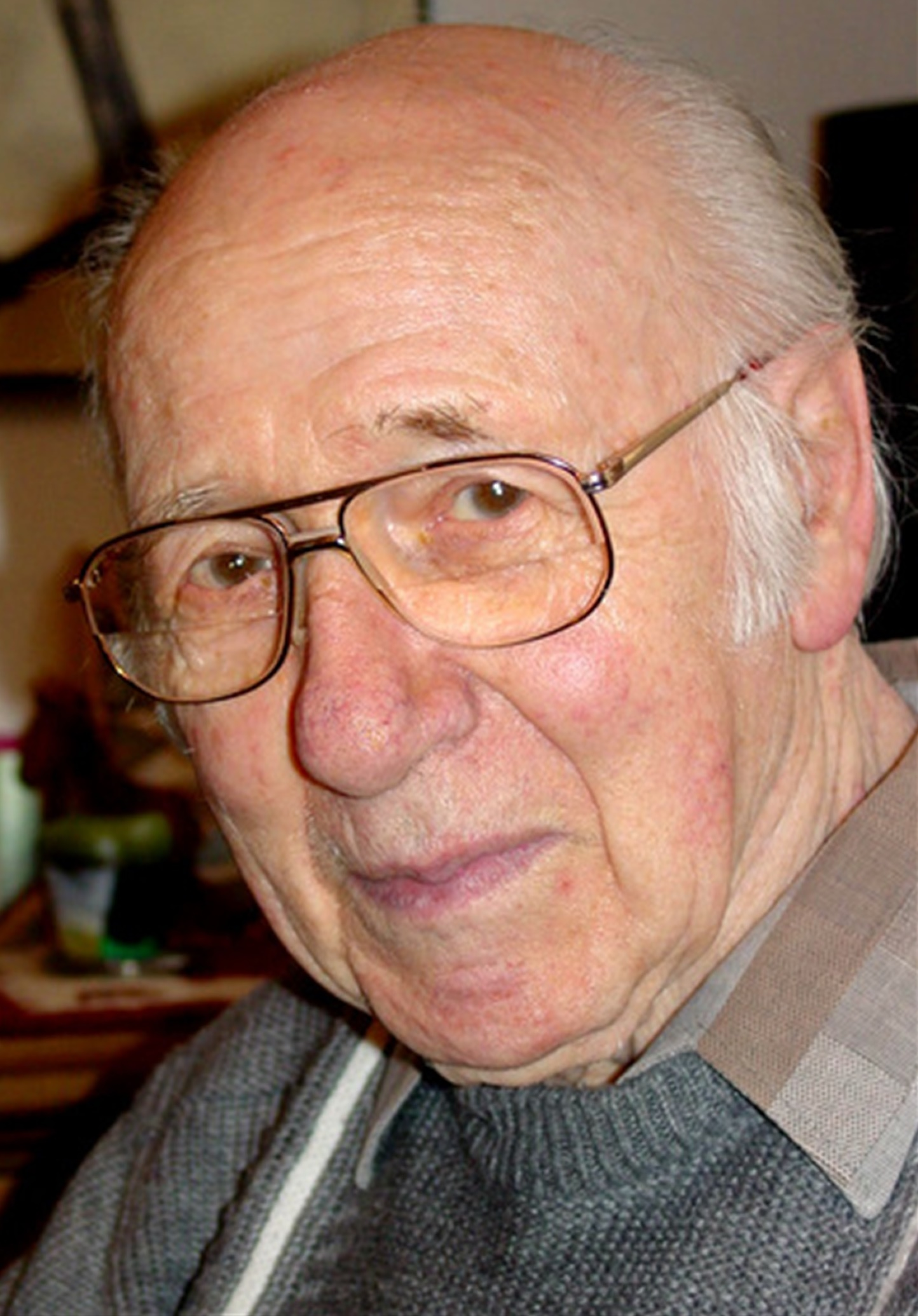
Friedrich Julius Scherff

Friedrich „Fritz“ Julius Scherff (* 10. August 1920 in Elberfeld; † 27. Oktober 2012 in Frankfurt am Main) war ein deutscher Maler und Vertreter des abstrakten Expressionismus und des Informel in Deutschland.

## Biografie

### Familie
Friedrich Julius Scherff war der älteste Sohn des Schlossers Friedrich Wilhelm Scherff (1887–1971) und Amalie Scherff, geb. Mayborn (1891–1971). Er hatte einen Bruder und wuchs in Ronsdorf auf. 1947 heiratete er  in Frankfurt am Main die geschiedene Mina Karoline Renker (geb. Best, 1919–2003), die aus erster Ehre zwei Söhne hatte. Aus der Ehe stammten zwei Kinder. 

### Leben und Wirken

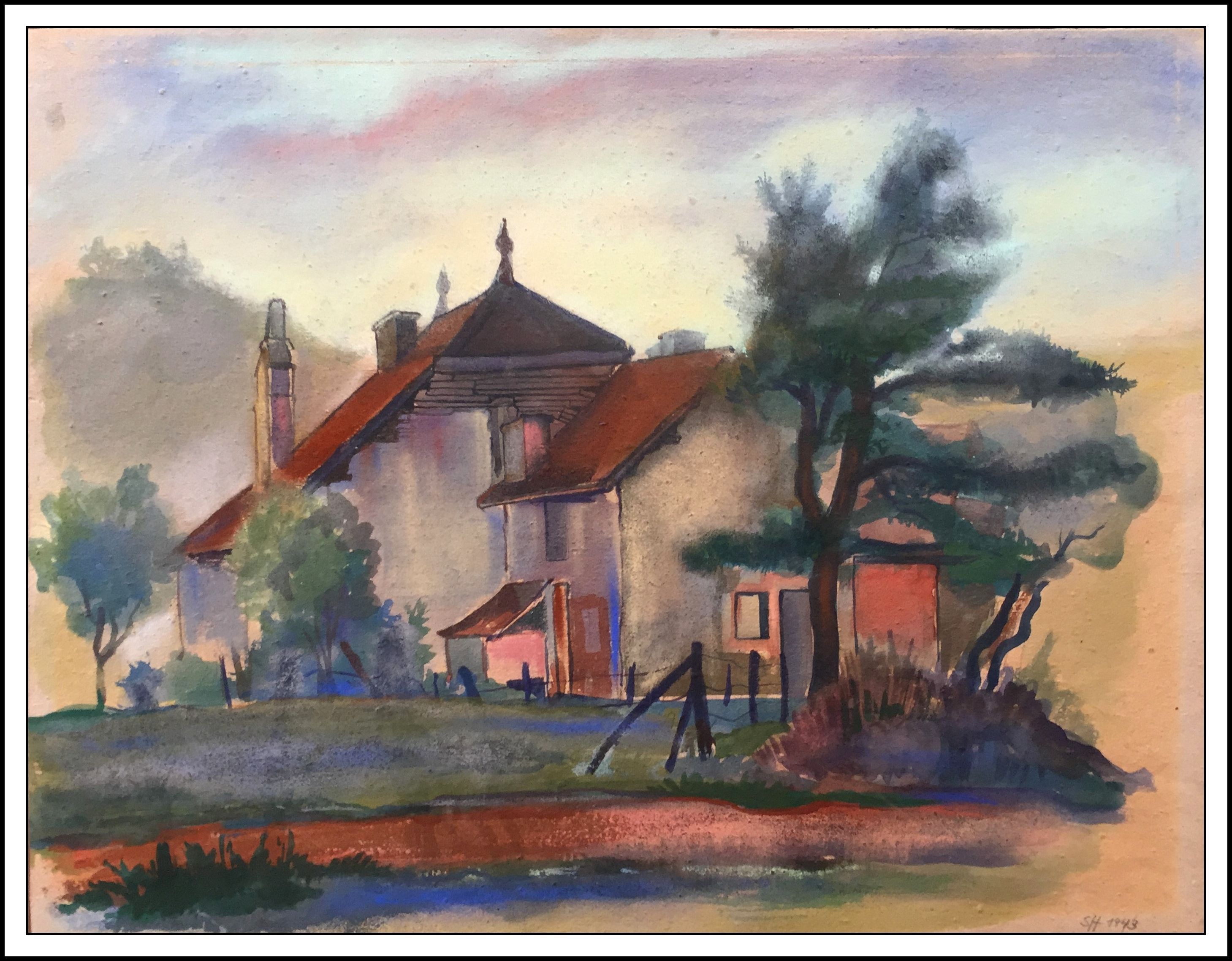
Bauernhaus in Frankreich (1943)

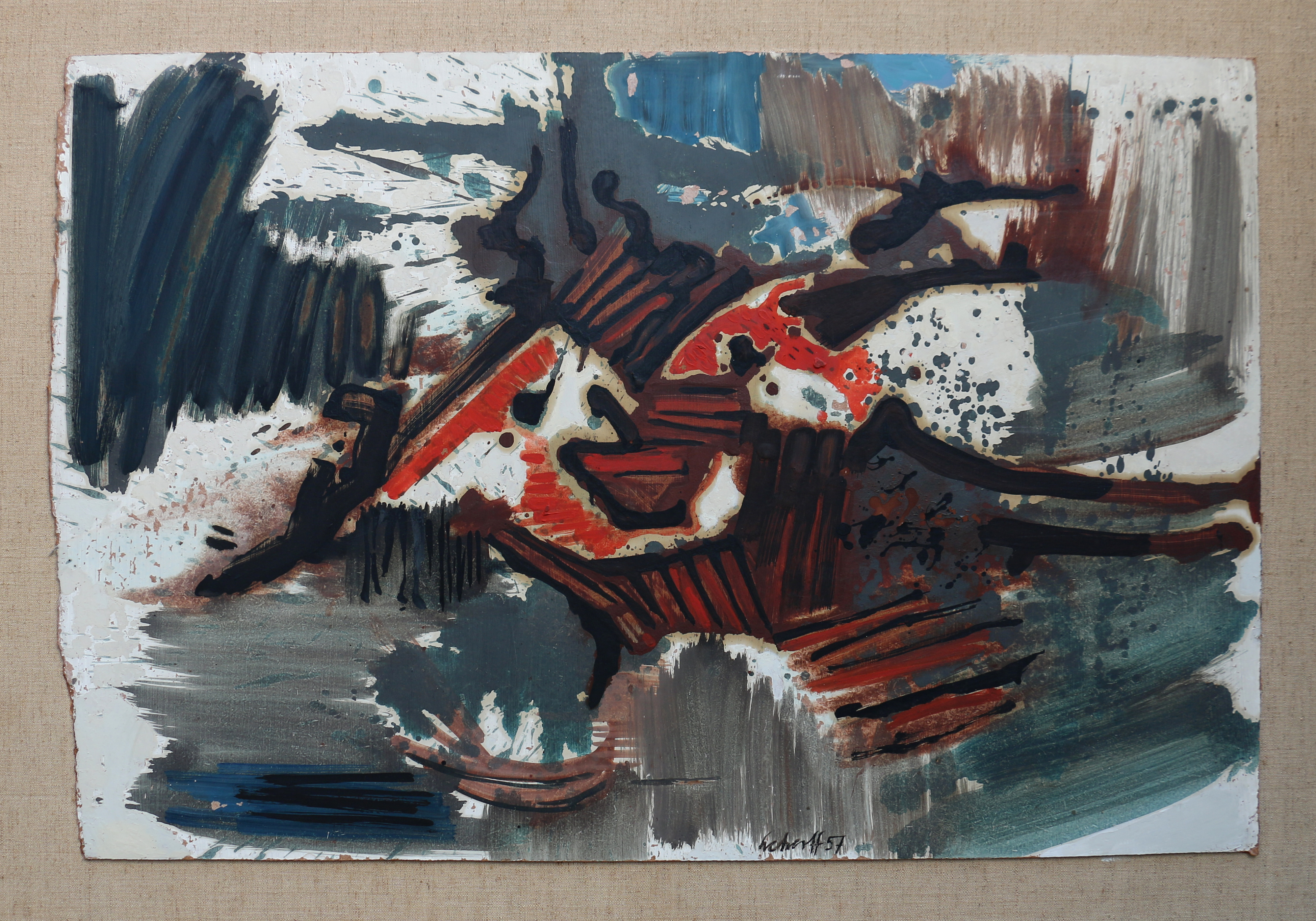
Der Drachen

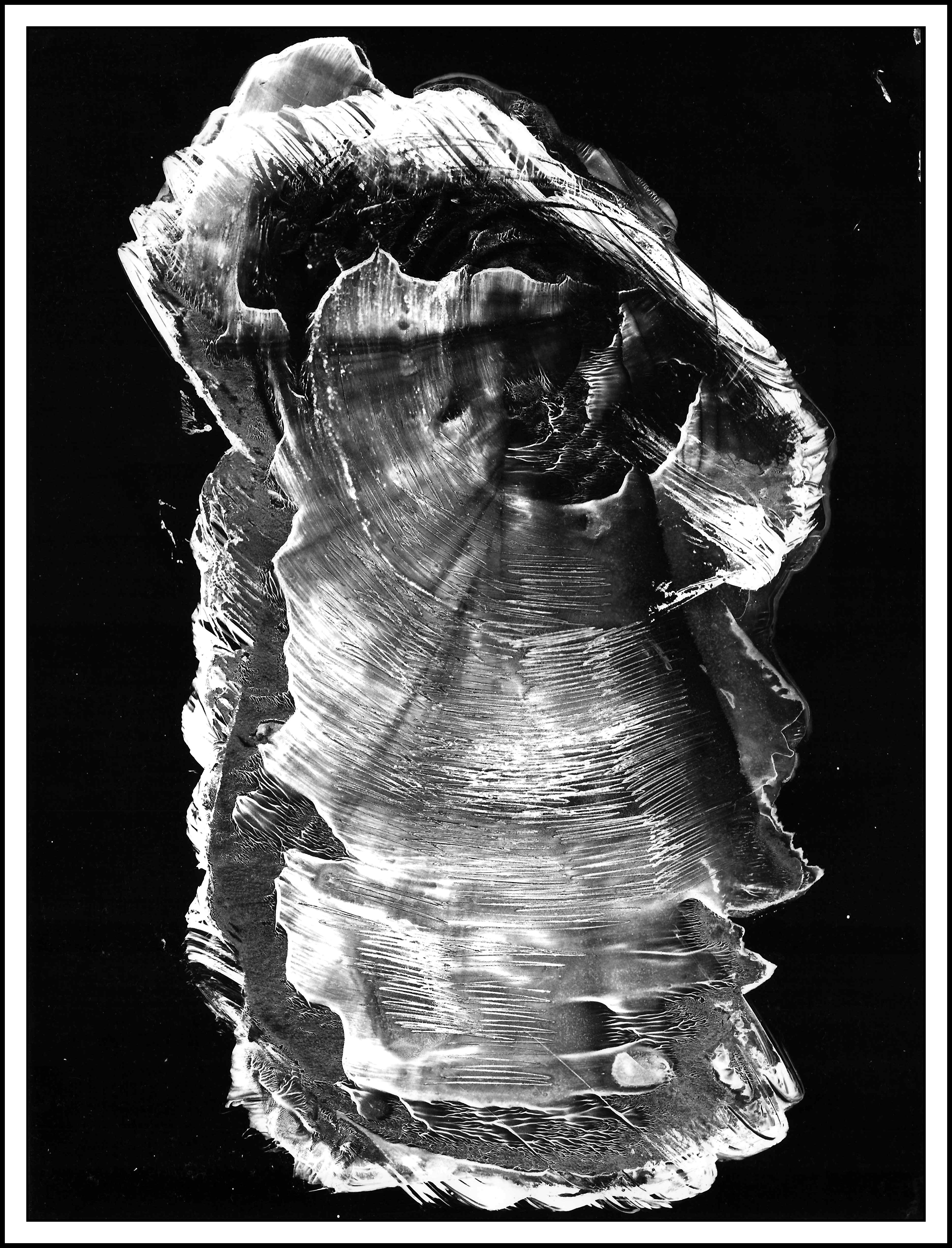
Fotografik (1966)

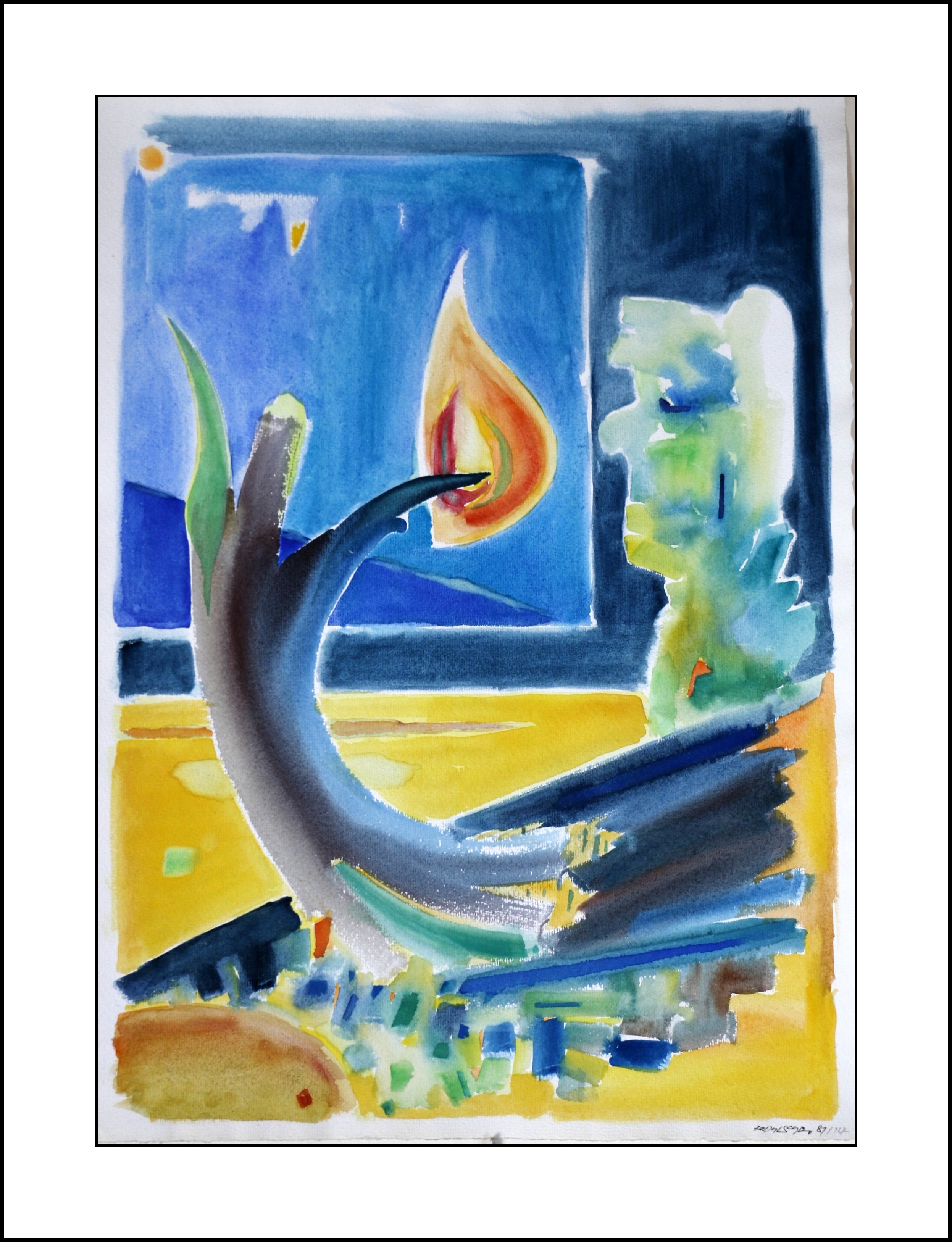
M106 Nr. 5 (1981)

Scherff machte nach dem Schulabschluss in Ronsdorf 1934 eine Repro-Fotografenlehre, die er 1938 beendete. Während der Lehrzeit absolvierte er ab 1935 ein Abendstudium in Zeichnen, Malen und Fotografie an der Kunstgewerbeschule in Wuppertal-Barmen bei den Malern Ernst Oberhoff und Otto Schulze sowie bei Edmund Krause (Grafiker), Erich Cleff (Bildhauer), Ernst Liebel und Otto Dabringhaus (beide Chemigrafen). Nach Abschluss der Lehre erhielt Scherff 1938 ein Staatsstipendium für ein Studium an der Kunstgewerbeschule als Meisterschüler bei Theodor Paul Etbauer. In dieser Zeit zeichnete und aquarellierte er und besuchte Museen und Ausstellungen in Köln und Berlin, wo ihn besonders die Werke von Stefan Lochner, Matthias Grünewald, Rembrandt van Rijn, Wilhelm Leibl, Hans Thoma und Albin Egger-Lienz beeindruckten. 
Mit Beginn des Zweiten Weltkrieges diente Scherff als Soldat in Polen, Nordhausen, Reims und Kroatien und wurde 1945 in Klagenfurt von den Briten interniert. Er nahm hier als Sänger und Maler an einer Spielgruppe teil und verfasste Tagebuchnotizen und Gedichte, in denen er die Stimmungen der Bergwelt aufgriff. Nach der Entlassung aus der Kriegsgefangenschaft im Jahr 1946 kehrte Scherff nach Wuppertal zurück. Zunächst zeichnete er die Ruinen seiner Heimatstadt und versuchte, sich eine Existenz als freischaffender Maler aufzubauen. 
Nach Gründung der Frankfurter Kunstgemeinde im Jahr 1948 lernte er einige der Gründungsmitglieder kennen, die private Ausstellungen mit seinen Bildern organisierten und auch Bilder erwarben. Scherff gehörte der Malgruppe von Johannes Rath an und kam durch diesen in Kontakt mit der Frankfurter Heussenstamm-Stiftung. 1948 trat er dem Berufsverband Bildender Künstler Frankfurt am Main bei, dessen Mitglied er bis 1979 blieb. 1949 beteiligte sich Scherff an der Ausstellung Malerei und Architektur im Städel und an Ausstellungen in Wuppertal und Umgebung. Da der Erfolg ausblieb, gab Scherff seine Tätigkeit als freier Maler zunächst auf. 1950 nahm er eine Stelle als Wagenwäscher im Straßenbahndepot der Stadtwerke Frankfurt an und wurde dort mehrfach befördert. Ab 1962 war er als Grafiker beim Frankfurter Verkehrsverbund beschäftigt und als solcher bis zu seiner Pensionierung tätig.  
Scherffs erstes Atelier (1951–1953) war eine kleine Dachkammer in der Eckenheimer Landstraße. 1958 bezog er ein Atelier im Hinterhaus der Fleischergasse 7 in Frankfurt-Bockenheim, wo ab den 1970er Jahren auch Ausstellungen stattfanden. 1958 fand eine Ausstellung in der Galerie Wittenborn in New York statt. In dieses Jahr fällt auch seine Bekanntschaft mit dem Maler und Leiter der Frankfurter Galerie am Dom, Eberhard Steneberg (1914–1996), der Scherffs Bilder ausstellte. Mit den Künstlerkollegen der Domgalerie folgten Gruppenausstellungen in Frankfurt, Gießen, Hamburg und Kopenhagen.
Zwischen 1965 und 1969 unternahm Scherff künstlerisch prägende Reisen nach Franken und ins Elsass sowie in die Toskana, nach Rom und in die Niederlande. 1969 wurden seine Werke in Einzelausstellungen in Düsseldorf, Straßburg und der Galerie International in Winter Park (Florida) gezeigt. Anlässlich seines 50. Geburtstags fand 1970 eine umfassende Retrospektive seines bisherigen Werks im Saalbau Haus Eckenheim in Frankfurt a. M. statt. Aus diesem Anlass erschien der erste Bildband Wir schulden dem Menschen den Menschen.
Von 1972 bis 1989 war Scherff Mitglied des Arbeitskreises Bildende Kunst der Evangelischen Akademie in Arnoldshain im Taunus. 1976 gründete er gemeinsam mit dem Objektkünstler Herbert Hildmann, dem Maler und Grafiker Wolfgang Müller und dessen Frau Petra Müller, eine Teppichweberin, die Gruppe KSI, ein Akronym für Kunst, Stil, Individualität. Bis 1983 folgten mehrere Ausstellungen der Gruppe u. a. im Stadthaus von Bad Homburg, im Staatstheater Darmstadt, in Thun (Schweiz), im BFG-Hochhaus in Frankfurt, in Kronberg im Taunus und in Zusammenarbeit mit dem Wilhelm-Hack-Museum im Bürgermeister-Ludwig-Reichert-Haus Ludwigshafen. 
1983 trat Scherff als angestellter Grafiker in den Ruhestand und war fortan als freier Maler tätig.
Anlässlich seines 65. Geburtstags erschien 1986 sein zweiter Bildband. 1990 entstand das zweite Künstlerbuch Das Lied von Hildebrand und Hadubrand (Hildebrandslied) in Zusammenarbeit mit Wol Müller, Alpha Presse, Frankfurt am Main. 2011 erschien der dritte Bildband anlässlich seines 90. Geburtstags im Jahr 2010.
Werke des Künstlers befinden sich heute in öffentlichen und privaten Sammlungen.

## Werk
In der Zeit als Soldat im Zweiten Weltkrieg entstanden in der Champagne Landschaftsbilder, die von einer neuen Farbwahrnehmung, dem Verhältnis von Braunocker zu lichtem Ockergrün, geprägt waren. Später folgte er dem Rat von Johannes Rath, aus dem Unbewussten mit den malerischen Mitteln der Fläche und Farbe zu arbeiten und alte durch das Kunststudium geprägte Stilrichtungen aufzulösen. Hatte er bisher eine Figur, ein Porträt oder eine Landschaft direkt nach der Natur übersetzt gezeichnet, so führte er nun Linien frei in den Flächenraum hinein. In Landschaftsbildern wurde ein Weg zur Darstellung von Bewegung, eine Wolke am Horizont zum entgegengesetzten Spannungsverhältnis dazu, ein Hügelrücken zum Dreieck. Gegenständliche Bezüge lösten sich immer mehr auf. Es blieben Kompositionsfelder: das Dreieck, der Bogen, der gespannt ist zum Gegenbogen, eine Aufwärtsbewegung, die wieder abfällt, einen Kreis bildet usw. Die Bildfläche wurde zum Raum, in dem etwas geschah: Eine Auseinandersetzung zwischen hell und dunkel, Linie und Fläche, gegensätzlichen Farben. Später löste Scherff auch die geometrischen (dreieckigen, trapez- und kreisförmigen) Flächen in malerische Strukturen auf, die sich durch den Duktus des Pinsels ergaben. Infolge der Pinselführung traten in den Farbflächen kleine Formen, Linien, figurale Bewegungen auf. Bewusstes Spiel mit dem Zufall machte Unbekanntes z. B. Masken und Figuren sichtbar. 
Der Besuch der ersten Dokumenta in Kassel 1955 und die dort ausgestellten Bilder internationaler Künstler beeindruckten Scherff stark. In Frankfurt zeigte Klaus Frank (1906–1997) in seiner Zimmer Galerie Frank u. a. die Werke der Künstlergruppe Quadriga. Mit deren sogenannter informellen, tachistischen oder – wie die Künstler selbst sie nannten – „neu-expressionistischen“ Malerei fühlte sich Scherff verbunden. Im Oktober desselben Jahres fand Scherffs erste Ausstellung durch die Frankfurter Kunstgemeinde e.V. im Foyer des Frankfurter Volksbildungsheims statt.
In künstlerischer Hinsicht waren die Jahre 1960 bis 1964 geprägt von einem ständigen Suchen nach neuen Ausdrucksformen. Zunächst arbeitete Scherff noch mit dem Pinsel, sei es in Öl oder in Tusche. Die Kompositionen seiner Gemälde und Zeichnungen weisen immer wiederkehrende Strukturen auf: teils zarte, teils kräftige Dynamik, polare Elemente wie Bewegung und Ruhe, kalte und warme Farben, helle und dunkle Flächen sowie geometrische Grundformen, mal mit dickem, mal mit zartem Pinselstrich. Aus dem Drehen oder Tupfen des Pinsels ergaben sich nicht selten Strichelemente, die wie Figuren erscheinen. Später zog er dann eine oder mehrere Farben statt mit dem Pinsel mit einem Japanspachtel über die Fläche (die Leinwand, einen Karton oder ein Papier) und experimentierte mit pastosem Farbauftrag.
1964 entwickelte er eine neue, sehr komplexe Maltechnik auf Filmmaterial – seine Fotografik. Er schwärzte fototechnischen Film in der Größe DIN A 4 durch Lichteinfall ein und entwickelt ihn. Danach fixierte er die Schwärze. Die vollständig schwarze Fläche wurde nun mit Hilfe von ätzenden Chemikalien wieder aufgelichtet. Durch diesen Vorgang des Abätzens der Oberfläche entstanden Formgebilde, in die er mit flüssig gehaltener Tusche mit Pinsel oder Spachtel hineinzeichnete. Indem sich die Tusche pigmentartig an bestimmten Stellen festsetzte, entstand ein Untergrund, der wie eine Staubfläche wirkte und durch das Wasser zu Strudelbewegungen aufgebrochen wurde. Wenn alles getrocknet war, wurde das Bild auf Fotopapier kopiert.
In den Jahren 1965 bis 1969 unternahm Scherff mehrere prägende Reisen wie zu Barock-Kunstwerken nach Franken und zur Gotik ins Elsass, wo ihn Grünewalds Altarbild in Colmar tief beeindruckte und zur Malerei in durchsichtigen Lasuren inspirierte. Alte Handschriften und Übersetzungen von Ovid in Sélestat inspirierten ihn zum Buch „Lyrik-Fotografik“ (1966), in dem er Gedichte von Hans Benjamin (eigentlich Hans Albert Groddeck) in Schrift grafisch gestaltete und mit eigenen Fotografiken konfrontierte. Es folgten weitere Reisen in die Toskana, nach Rom und in die Niederlande. Italienische Marmorplatten wiesen für ihn ähnliche Strukturen auf wie Wolkenbewegungen. In den Strukturen der Farbräume im Marmor entdeckte er Bilder, die dem Ergebnis seines eigenen Malvorgangs entsprachen: dem Weg ins Unbekannte. Die ungeheure Differenziertheit der Farben in den Gemälden der Renaissance-Maler, die viele Lasuren so übereinander malten, dass die unterliegenden Farben hindurchleuchteten, regten ihn dazu an, in den eigenen Bildern ähnliche Farbklänge zu erreichen – aber bezogen auf die Farbigkeit typisch deutscher Landschaften.
In der Zeit um 1970 experimentierte Scherff angeregt durch die monochrome Malerei vorübergehend mit geometrischen Formen und geometrischer Räumlichkeit sowie mit der Verdichtung von Farbflächen. Aus früheren malerischen Erfahrungen blieben aber immer graphische Elemente übrig, die im Bild eingelagert sind und – als eigentliches Anliegen – in späteren Bildern wieder in den Vordergrund traten. Auch in den geometrischen Bildern ging es Scherff um Raumerfahrung. Er verspannte farbige Raumfelder ineinander, lagerte mehrere Farbflächen nebeneinander und vereinte sie mit streng gelegten graphischen Elementen.

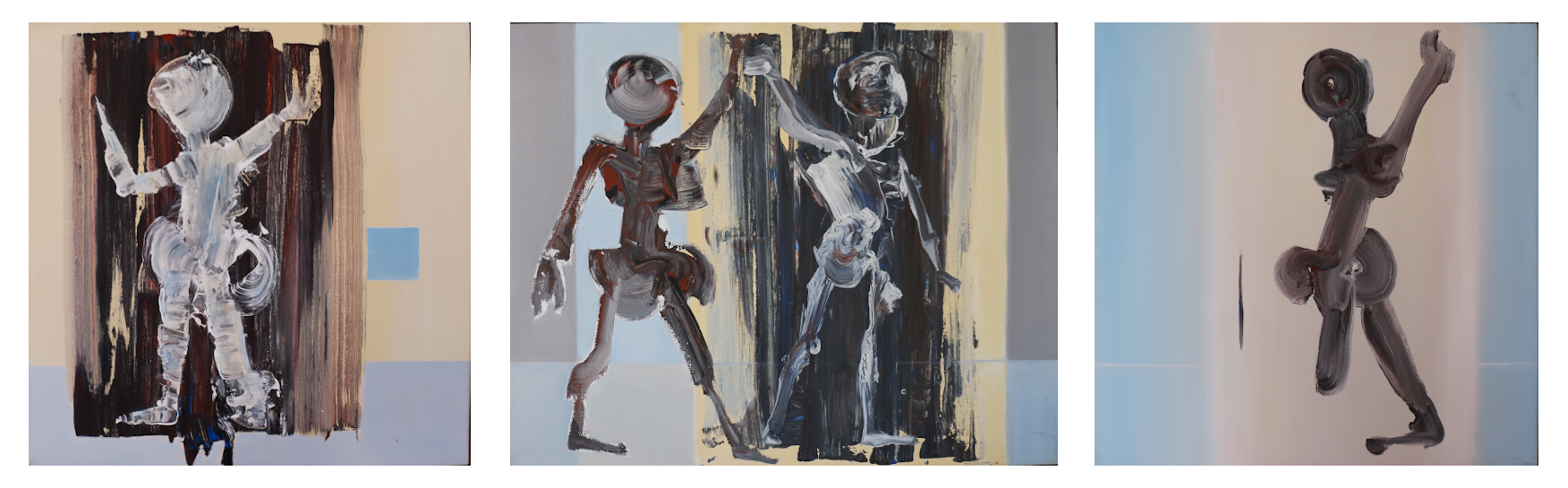
Triptychon (1974)

## Ausstellungen
Im Atelierhaus von Friedrich Julius Scherff, im Hinterhaus der Fleischergasse Nr. 7 in Frankfurt-Bockenheim, befand sich das Guck-Loch, der ständige Ausstellungsraum des Malers. Auf Initiative von Mina Scherff wurde dort die erste Ausstellung mit Bildern von Friedrich Julius Scherff am 25. Februar 1966 eröffnet. Seitdem war der Ausstellungsraum eine Begegnungsstätte für Kunstliebhaber weit über Frankfurt am Main hinaus. Die Ausstellungen informierten regelmäßig über das neueste Schaffen des Künstlers und stießen auf großes Interesse. Nach dessen Tod im Oktober 2012 wurde das Atelierhaus aufgegeben.
2013 fand eine Gedenkausstellung mit Bildern des Künstlers aus den Jahren 1960 bis 2010 in der Galerie seines Sohnes, Heinrich Renker, auf dem Hoherodskopf in Schotten-Breungeshain statt. Im Oktober 2015 wurde eine weitere posthume Ausstellung – Friedrich Julius Scherff, 1920–2012: Der stille Maler mit großer Aussage – im KunstSalon Aschaffenburg eröffnet.
Seit seiner ersten Einzelausstellung 1947 in der Galerie Leithäuser in Wuppertal wurden Scherffs Werke in zahlreichen Einzel- und Gruppenausstellungen im In- und Ausland gezeigt, so in (alphabetisch) Aschaffenburg (1991–1992), Bad Homburg vor der Höhe (1971, 1979), Bad Nauheim (1972–1980), Darmstadt (1981), Düsseldorf (1969, 1978), Frankfurt am Main (1948–2015), Fulda (1993), Genf/Schweiz (1971, 1972, 2011), Gießen (1958), Heidelberg (1993), Hamburg (1959), Hofheim am Taunus (1976, 1987), Hückeswagen (1950–1951), Königstein im Taunus (1974), Kopenhagen/Dänemark (1959), Kronberg im Taunus (1983), Limburgerhof (2004), Ludwigshafen am Rhein (1983), Lyon/Frankreich (1963), Neu-Isenburg (1965), New York City/New York (1958), Oberursel-Stierstadt (1974–1975, 1976,), Offenbach am Main (1995), Pforzheim (1993), Schifferstadt (1984, 1994),  Straßburg und Frankreich (1969), Stuttgart (1959), Wiesbaden (2004), Winter Park/Florida (1969), Thun (1981), Wuppertal-Elberfeld (1947–1950) und Zürich (1993).

## Künstlerbücher und Bildbände
- Lyrik Fotografik. Lyrik: Hans Benjamin. Fotografik, Gestaltung, Ausführung: Fritz Scherff. Frankfurt am Main, 1966.
- Figur. Graphisches Jahrbuch. Galerie Patio, Neu-Isenburg. Bd. 2 1965/1966(1966). Darin: Bild Nr. 16, Friedrich Julius Scherff. ZDB-ID 1168900-6
- Das Lied von Hildebrand und Hadubrand. In einer Gestaltung als Künstlerbuch. Mit 6 ein- und mehrfarbigen Original-Lithographien von Friedrich Julius Scherff und 4 Fotografien von Erich Würz-Huss. Übersetzung ins Neuhochdeutsche und Kommentarteil von Knut Forssmann. Alpha Presse, Frankfurt am Main 1990. (Hildebrandslied). ISBN 978-3-924510-19-0.
- Friedrich Julius Scherff. Wir schulden dem Menschen den Menschen! Erster Bildband. Frankfurt am Main 1970, ISBN 978-3-00-034602-6.
- Friedrich Julius Scherff. Bilder von 1971–1985. Zweiter Bildband. Frankfurt am Main 1986, ISBN 978-3-00-034603-3.
- Friedrich Julius Scherff. Bilder von 1986–2010. Dritter Bildband. Herausgegeben von Heinrich Renker. Renker, Grebenau 2011, ISBN 978-3-00-034604-0.